# Steriphoma paradoxum
Steriphoma paradoxum là một loài thực vật có hoa trong họ Capparaceae. Loài này được (Jacq.) Endl. miêu tả khoa học đầu tiên năm 1832.